# Taxi (brano musicale)
Taxi è un brano musicale cantato da Antoine e Anna Identici, partecipante al Festival di Sanremo 1970.
Il brano è l'unico caso riconosciuto in tribunale come plagio al Festival di Sanremo.
Era infatti uguale a Valzer brillante, canzone del 1948 di Maria Pia Donati Minelli. Questa fu l'unica occasione nella storia di Sanremo in cui il tribunale emise sentenza a favore della querelante, riconoscendo quindi Taxi come plagio.
Il testo è di Flavia Arrigoni e Gianni Argenio, mentre la musica è di Daniele Pace, Corrado Conti e Mario Panzeri; la canzone narra la storia di un innamoramento improvviso vissuto dal protagonista in un taxi, dove all'ultimo momento si è trovato posto per due. Il breve incanto amoroso si spegne da un momento all'altro, alla fine della corsa.

## Pubblicazioni
La canzone venne incisa da Anna Identici sul 45 giri Taxi/Ho veduto la vita (Ariston Records AR 0342) con l'arrangiamento curato da Nando De Luca; la versione di Antoine invece fu arrangiata da Natale Massara e pubblicata sul 45 giri Taxi/La partita (Disques Vogue, VG 87012), e in seguito venne inserita nel 33 giri I grandi successi di Antoine (Disques Vogue,  SLBVG 83.009)